# Power Macintosh 8100
De Power Macintosh 8100 (in Japan verkocht als de Power Macintosh 8115) is een personal computer die ontworpen, gefabriceerd en verkocht werd door Apple Computer van maart 1994 tot augustus 1995. De 8100 is het topmodel van de eerste generatie Power Macintosh-computers en werd samen met de 6100 de 7100 op de markt gebracht. De Workgroup Server 8150 was een servervariant met extra serversoftware.
De 8100 gebruikte dezelfde behuizing als de Quadra 800, een behuizing die kritiek kreeg voor de slechte toegang tot het moederbord. Aanvankelijk had de 8100 een 80 MHz PowerPC 601-processor, de snelheid werd in januari 1995 opgetrokken tot 100 MHz. De belangrijkste variant van de 8100 zijn de 8100AV-modellen, die werden geleverd met een analoge video in/uit-kaart in het Processor Direct Slot. Een sneller 110 MHz-model werd in november 1994 uitgebracht zonder AV-variant.
In augustus 1995 werd de 8100 opgevolgd door de Power Macintosh 8500.

## Modellen
Beschikbaar vanaf 14 maart 1994:
- Power Macintosh 8100/80[4]
- Power Macintosh 8100/80AV[5]

Beschikbaar vanaf 25 april 1994:
- Apple Workgroup Server 8150[6]

Beschikbaar vanaf 3 november 1994:
- Power Macintosh 8100/110[7]

Beschikbaar vanaf 3 januari 1995:
- Power Macintosh 8100/100[8]
- Power Macintosh 8100/100AV[9]

Beschikbaar vanaf 23 februari 1995:
- Power Macintosh 8115/110[10]

Beschikbaar vanaf 3 april 1995:
- Workgroup Server 8150/110[11]

## Specificaties
- Processor: PowerPC 601 @ 80, 100 of 110 MHz
- FPU : geïntegreerd in de processor
- PMMU : geïntegreerd in de processor
- Systeembus snelheid: 40 MHz
- ROM-grootte: 4 MB
- Databus: 64 bit
- RAM-type: 80 ns 72-pin SIMM
- Standaard RAM-geheugen: 8-16 MB
  - Uitbreidbaar tot maximaal 264 MB
  - RAM-sleuven: 8
- Standaard video-geheugen: 2 MB
  - Uitbreidbaar tot maximaal 4 MB
- Standaard diskettestation: 3,5-inch, 1,44 MB (manueel)
- Standaard harde schijf: 250 MB, 500 MB of 1 GB (SCSI)
- Standaard optische schijf: 2x CD-ROM
- Uitbreidingssleuven: PDS, 3x NuBus
- Type batterij: 3,6 volt lithium
- Uitgangen:
  - 1 ADB-poort (mini-DIN 4) voor toetsenbord en muis
  - 1 video-poort (HDI-45)[a]
  - 1 SCSI-poort (DB-25)
  - 2 seriële GeoPort poorten (mini-DIN 9)
  - 1 audio-uit (3,5 mm jackplug)
  - 1 koptelefoon (3,5 mm jackplug)
  - 1 microfoon (3,5 mm jackplug)
  - 1 ethernet (AAUI)
  - 1 video-in (S-Video)[b]
  - 1 video-uit (S-Video)[b]
- Ondersteunde systeemversies: 7.1.2 t/m 9.1[c]
- Afmetingen: 36 cm × 19,6 cm × 39,6 cm  (hxbxd)[12]
- Gewicht: 11,3 kg

## Verwijzingen in populaire cultuur
In de Amerikaanse film The Net (1995) gebruikt Angela Bennett, gespeeld door Sandra Bullock, een Power Macintosh 8100 voor haar professionele activiteiten.
Uit productie: 1984: Macintosh 128K, Macintosh 512K · 1985: Macintosh XL · 1986: Macintosh Plus · 1987: Macintosh II, Macintosh SE · 1988: Macintosh IIx · 1989: Macintosh SE/30, Macintosh IIcx, Macintosh IIci, Macintosh Portable · 1990: Macintosh IIfx, Macintosh Classic, Macintosh IIsi, Macintosh LC serie · 1991: Macintosh Quadra 700, Macintosh Quadra 900, Apple PowerBook · Macintosh Classic II · 1992: Macintosh IIvx, Macintosh Quadra 950, PowerBook Duo, Macintosh Performa serie · 1993: Macintosh Centris serie, Macintosh Color Classic, Macintosh TV · Apple Workgroup Server · 1994: Power Macintosh · 1997: Power Macintosh G3, PowerBook G3, Twentieth Anniversary Macintosh · 1998: iMac · 1999: iBook, Power Mac G4 · 2000: Power Mac G4 Cube · 2001: PowerBook G4 · 2002: eMac, iMac G4 · 2003: Xserve, Power Mac G5 · 2004: iMac G5 · 2005: Mac mini · 2006: MacBook · 2015: MacBook (Retina) · 2017: iMac Pro

Huidige modellen: MacBook Air, MacBook Pro, iMac, Mac mini, Mac Studio, Mac Pro